# Dalida (album 1967)
Dalida è un album in studio della cantante italo-francese Dalida, pubblicato nel 1967.
Nell'album compare il celebre brano di Luigi Tenco Ciao amore, ciao, presentato insieme appunto a Dalida al tragicamente noto Festival di Sanremo 1967, dove Tenco si suicidò.
Contiene, inoltre, Mama (cover italiana di un brano di Cher) e altri brani famosi, interpretati anche da altri cantanti, quali Bang Bang (cover italiana di un altro celebre brano di Cher), Il silenzio e una cover di Cuore matto di Little Tony. Condivide anche alcune canzoni presenti nel precedente album Pensiamoci ogni sera del 1966.
In Italia l'album è stato pubblicato in formato LP dalla RCA Italiana, mentre in Francia da Barclay.

## Tracce
Lato A
1. Piccolo ragazzo
2. Amo
3. Bang bang
4. Stivaletti rossi
5. Sola più che mai
6. Mama

Lato B
1. Cuore matto
2. Il mio male sei
3. Ciao amore, ciao (versione in italiano)
4. Pensiamoci ogni sera
5. Cominciamo ad amarci
6. Il silenzio